# Svrčinovec
Svrčinovec és un poble i municipi d'Eslovàquia que es troba a la regió de Žilina, al centre-nord del país.

## Demografia
| Godina             | 1994 | 2004    | 2014   | 2024   |
| ------------------ | ---- | ------- | ------ | ------ |
| Nombre de persones | 3138 | 3467    | 3560   | 3305   |
| Diferència         |      | +10,48% | +2,68% | −7,16% |

| Godina             | 2023 | 2024   |
| ------------------ | ---- | ------ |
| Nombre de persones | 3339 | 3305   |
| Diferència         |      | −1,01% |